# Charles Bagot
Charles Bagot (Blithfield, 23 settembre 1781 – Kingston, 19 maggio 1843) è stato un politico e diplomatico britannico.

## Biografia
Era il figlio di William Bagot, I barone Bagot, e di sua moglie, Elizabeth St John. Frequentò la Rugby School e il Christ Church.
Bagot servì come membro del Parlamento per Castle Rising (1807-1808). È stato cancelliere del King's College, (oggi l'University of Toronto) (1842-1843).

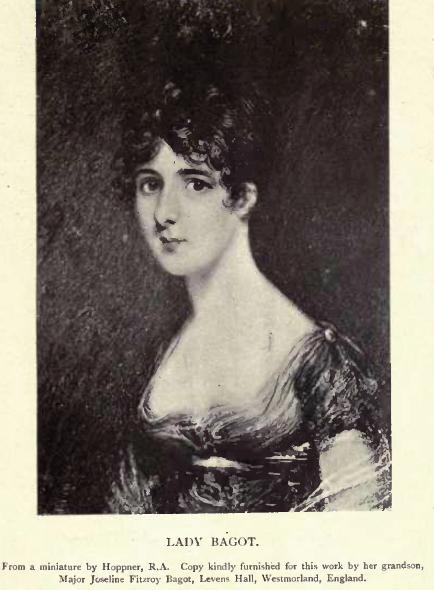
Lady Mary Wellesley-Pole, miniatura di Hoppner.

## Matrimonio
Sposò, il 22 luglio 1806, Lady Mary Wellesley-Pole (?-2 febbraio 1845), figlia di William Wellesley-Pole, III conte di Mornington. Ebbero sei figli:
- Charles Bagot (20 maggio 1808-25 febbraio 1881), sposò Sophia Percy, ebbero quattro figli;
- Wilhelmina Frederica Bagot (?-15 aprile 1852), sposò Henry Bagot, ebbero un figlio;
- Henrietta Maria Bagot (1815-22 marzo 1844), sposò Henry Paget, II marchese di Anglesey, ebbero quattro figli;
- Georgiana Augusta Bagot (?-23 giugno 1851), sposò Frederick Mackenzie-Fraser, non ebbero figli;
- George Talbot Bagot (14 giugno 1820-22 novembre 1907), sposò Charlotte Blair, non ebbero figli;
- Alexander Bagot (10 giugno 1822-20 ottobre 1874), sposò Gertrude Letitia Hallifax, ebbero tre figli.

## Carriera diplomatica

### Ambasciatore negli Stati Uniti
Venne nominato Ministro Plenipotenziario e inviato straordinario per gli Stati Uniti il 31 luglio 1815, in seguito alla guerra del 1812. Con Richard Rush, negoziò il trattato di Rush-Bagot per limitare le forze navali sui Grandi Laghi e Lago Champlain. Ha anche contribuito ai negoziati per la Convenzione anglo-americana del 1818, che ha definito il confine tra Nord America britannico e gli Stati Uniti dal Lago dei Boschi verso l'Oceano Pacifico. Bagot ha concluso il suo mandato a Washington nel 1820.

### Ambasciatore in Russia e nei Paesi Bassi
Successivamente ha lavorato come Ambasciatore del Regno Unito in Russia, dove ha partecipato a negoziati per il 1825 nel Trattato di San Pietroburgo.
Poi, ha servito come Ambasciatore del Regno Unito nei Paesi Bassi, dove è stato coinvolto nei negoziati che hanno portato alla costituzione del Belgio nel 1831.

## Amministratore coloniale

### Governatore Generale del Canada
Dopo una pausa di dieci anni dal servizio diplomatico, Bagot accettò di succedere a Lord Sydenham come governatore generale della neo proclamata provincia del Canada. Bagot è stato nominato il 27 settembre 1841, ed è arrivato nella capitale canadese di Kingston il 10 gennaio 1842. Ha inoltre ricoperto, in concomitanza, le cariche di Vice Governatore del Canada orientale e Luogotenente Governatore del Canada occidentale per lo stesso periodo.
Come una concessione importante, Bagot permise ai leader politici coloniali canadese Robert Baldwin e Sir Louis-Hippolyte Lafontaine di formare un ministero, sulla base delle loro maggioranze parlamentari. Lafontaine, come leader franco-canadese, aveva subito maltrattamenti dagli inglesi sotto il precedente governatore generale, Lord Sydenham. Questo è stato l'inizio di quello che divenne noto come il governo rappresentativo in Canada. La leadership di Bagot è stata un importante passo avanti nella creazione di rapporti più amichevoli tra la colonizzazione inglese e francese.
Bagot lavorò in modo produttivo con Baldwin e Lafontaine per stabilire una struttura per la governance municipale nella provincia del Canada. Con l'arrivo della Confederazione nel 1867 nacquero l'Ontario e il Québec.
Mentre prestava servizio come governatore generale, Bagot ordinò la prima estradizione di uno schiavo fuggitivo negli Stati Uniti dal Canada occidentale. Il latitante in questione, Nelson Hacket (o Hackett), era stato un cameriere e maggiordomo di una ricca proprietaria di schiavi dell'Arkansas. Nel 1841, Hackett ha rubato un cappotto di castoro e una cavalla da corsa dal suo padrone, così come un orologio d'oro e una sella da altri due, ed è fuggito nel Canada occidentale. Il padrone di Hacket lo raggiunse a Chatham, in Ontario, e Hacket è stato imprigionato. Secondo Bagot, Hacket aveva commesso un crimine rubando oggetti non necessari per la sua fuga, e per questo motivo è stato estradato.

## Morte
Dopo aver terminato la sua carica come governatore generale, nel gennaio 1843, Bagot morì quattro mesi più tardi alla residenza vicereale, Alwington House, troppo malato per tornare nel Regno Unito.
Oggi, egli è ricordato soprattutto per il suo contributo allo sviluppo del "confine indifeso" tra gli Stati Uniti e in Canada, e per la promozione delle relazioni politiche tra i due principali gruppi coloniali: inglesi e francesi.
Bagot Street, una via principale nel centro di Kingston, è chiamato in sua memoria.